# Alexis Alexandris
Alexios Alexandris, meist kurz Alexis Alexandris (griechisch Αλέξης Αλεξανδρής, * 21. Oktober 1968 in Kiato), ist ein ehemaliger griechischer Fußballspieler und heutiger -trainer.

## Karriere

### Im Verein
Alekos Alexandris begann seine Karriere beim lokalen Verein Pelopas Kiato. Von 1986 bis 1991 spielte er bei Veria FC. Dann wechselte er zu AEK Athen, wo er insgesamt drei Jahre spielte und in allen drei Jahren die Alpha Ethniki gewann. Er wurde dort 1994 Torschützenkönig.
Alexandris verbrachte den größten Teil seiner Karriere bei Olympiakos Piräus. Dort spielte er zehn Jahre lang und feierte seine größten Erfolge. Er gewann sieben Mal die Alpha Ethniki und einmal den griechischen Pokal. Bei Olympiakos Piräus wurde er drei Mal Torschützenkönig. Während seiner Zeit bei Olympiakos Piräus wurde er auch griechischer Fußballer des Jahres.
Danach spielte er jeweils ein Jahr bei AE Larissa und Kallithea FC. 2005 wechselte er zum zyprischen Klub APOP Kinyras Peyias. Dort spielte er bis 2006 als Spielertrainer und beendete dann seine Fußballerkarriere.

### Bei der Nationalmannschaft
Alexandris war bei der U-21-Fußball-Europameisterschaft 1988 ein wichtiger Bestandteil der griechischen U21-Nationalmannschaft, welche bei diesem Turnier bis ins Endspiel vordrang. Nachdem das Team im Hinspiel in Athen den favorisierten Franzosen ein 0:0 abringen konnte, verlor man in Frankreich deutlich mit 0:3 gegen Eric Cantona und Co.
Sein Debüt in der A-Nationalmannschaft feierte er am 27. März 1991 in einem Freundschaftsspiel gegen Marokko (0:0). Mit Griechenland nahm er an der Fußball-Weltmeisterschaft 1994 teil, wobei er selbst lediglich im letzten Gruppenspiel gegen Nigeria (0:2) zum Einsatz kam. Schon die ersten beiden Gruppenspiele gegen Argentinien und Bulgarien wurden jeweils mit 0:4 verloren und somit schied man punkt- und torlos in der Vorrunde aus.
2002 beendete er seine Karriere in der Nationalmannschaft. Er machte für Griechenland 42 Spiele und schoss dabei zehn Tore.

### Als Trainer
Nachdem sein Spielertrainer-Engagement in Zypern im Sommer 2006 geendet hatte, dauerte es bis zum 12. Februar 2008, ehe er seinen ersten Posten als Cheftrainer beim griechischen Zweitligisten AO Kerkyra antrat. Zum Saisonende stand Platz 5 zu Buche, jedoch kam es in der Folge zu Unstimmigkeiten zwischen Alexandris und der Klubführung, welche mit der Beendigung der Zusammenarbeit im Oktober 2008 endeten.
Nach nur einer Saison übernahm er die U-21-Mannschaft von Olympiakos Piräus bis zum Jahr 2011. Von 2011 bis 2012 war er Cheftrainer von Elassona FC.

## Titel und Erfolge
AEK Athen
- Alpha Ethniki: 1991/92, 1992/93, 1993/94

Olympiakos Piräus
- Alpha Ethniki: 1996/97, 1997/98, 1998/99, 1999/00, 2000/01, 2001/02, 2002/03
- Griechischer Pokal: 1998/99

Persönliche Auszeichnungen
- Torschützenkönig der Alpha Ethniki: 1993/94, 1996/97, 2000/01, 2001/02
- Torschützenkönig der Beta Ethniki: 1989/90
- Torschützenkönig des griechischen Fußballpokals: 1996/97 & 2000/01
- Griechischer Fußballer des Jahres: 2001